# Qualificazioni al campionato mondiale di calcio a 5 2024 - UEFA
Il torneo europeo di qualificazione alla FIFA Futsal World Cup 2024 è disputato dalle nazionali europee dal 5 aprile 2022 al 17 aprile 2024 e vi partecipano un totale di 48 squadre nazionali sulle 55 federazioni facenti parte dell'UEFA. Il sorteggio per il turno preliminare si è tenuto il 7 dicembre 2021, presso la sede centrale della UEFA a Nyon, Svizzera. L'Austria è al suo esordio in una competizione di qualificazione ai mondiali.

## Formula e regolamento
Le qualificazioni consistono di cinque fasi:
- Turno preliminare: le 24 nazionali con il ranking più basso al mese di novembre 2021 sono sorteggiate in sei gruppi di quattro squadre, giocati col formato del mini-torneo. Le prime due classificate di ogni girone e la migliore terza[3] avanzano al turno principale, dove si uniscono alle 24 nazionali con il miglior ranking.
- Turno principale: le 36 nazionali rimanenti sono sorteggiate in 12 gruppi di tre squadre, con formula di andata e ritorno. Le prime classificate di ogni girone e le 4 migliori seconde avanzano al turno élite, mentre le altre otto seconde classificate partecipano ai play-off del turno principale.
- Play-off del turno principale: le otto nazionali sono sorteggiate in quattro scontri ad eliminazione diretta con formula di andata e ritorno. Le quattro vincitrici avanzano al turno élite.
- Turno élite: le 20 nazionali rimanenti sono sorteggiate in cinque gruppi di quattro squadre, con formula di andata e ritorno. Le vincitrici di ogni girone si qualificano direttamente al Campionato Mondiale, mentre le quattro migliori seconde classificate avanzano ai play-off del turno élite; nel caso in cui una federazione UEFA fosse selezionata come organizzatrice del Campionato Mondiale dalla FIFA sarebbero solo le due migliori seconde classificate ad avanzare ai play-off del turno élite.
- Play-off del turno élite: le quattro nazionali sono sorteggiate in due scontri ad eliminazione diretta con formula di andata e ritorno. Le due vincitrici si qualificano al Campionato Mondiale; nel caso in cui una federazione UEFA fosse selezionata come organizzatrice del Campionato Mondiale dalla FIFA solo una da questo turno si qualificherebbe al Campionato Mondiale.

Le 48 squadre partecipanti sono classificate in base al loro ranking, calcolato al mese di novembre 2021.
| Pos. | Nazionale            | Coeff.   |
| ---- | -------------------- | -------- |
| 1    | Spagna               | 2493.789 |
| 2    | Russia               | 2464.226 |
| 3    | Portogallo           | 2450.616 |
| 4    | Kazakistan           | 2385.842 |
| 5    | Croazia              | 2051.042 |
| 6    | Serbia               | 2050.143 |
| 7    | Azerbaigian          | 2015.589 |
| 8    | Italia               | 1934.516 |
| 9    | Rep. Ceca            | 1887.535 |
| 10   | Ucraina              | 1856.420 |
| 11   | Slovenia             | 1841.333 |
| 12   | Bosnia ed Erzegovina | 1837.207 |
| 13   | Polonia              | 1781.027 |
| 14   | Finlandia            | 1750.097 |
| 15   | Romania              | 1738.151 |
| 16   | Slovacchia           | 1737.666 |
| 17   | Georgia              | 1694.055 |
| 18   | Bielorussia          | 1646.403 |
| 19   | Paesi Bassi          | 1641.410 |
| 20   | Ungheria             | 1637.232 |
| 21   | Francia              | 1615.979 |
| 22   | Belgio               | 1607.692 |
| 23   | Lettonia             | 1464.140 |
| 24   | Macedonia del Nord   | 1449.976 |

| Pos. | Nazionale        | Coeff.   | Fascia |
| ---- | ---------------- | -------- | ------ |
| 25   | Moldavia (H)     | 1419.922 | 1      |
| 26   | Montenegro       | 1321.596 | 1      |
| 27   | Albania          | 1299.617 | 1      |
| 28   | Kosovo           | 1264.428 | 1      |
| 29   | Turchia          | 1257.736 | 1      |
| 30   | Norvegia (H)     | 1255.233 | 1      |
| 31   | Danimarca        | 1236.240 | 2      |
| 32   | Svezia (H)       | 1235.426 | 2      |
| 33   | Armenia          | 1217.145 | 2      |
| 35   | Germania (H)     | 1188.549 | 2      |
| 36   | Grecia           | 1155.396 | 2      |
| 37   | Israele          | 1142.105 | 2      |
| 38   | Svizzera         | 1098.903 | 3      |
| 39   | Cipro            | 1085.011 | 3      |
| 40   | Bulgaria (H)     | 1063.645 | 3      |
| 42   | Lituania (H)     | 910.904  | 3      |
| 43   | Andorra          | 910.044  | 3      |
| 44   | San Marino       | 853.043  | 3      |
| 45   | Estonia          | 849.940  | 4      |
| 46   | Malta            | 837.308  | 4      |
| 47   | Scozia           | 816.083  | 4      |
| 48   | Gibilterra       | 780.661  | 4      |
| 49   | Austria          | 728.018  | 4      |
| 50   | Irlanda del Nord | 724.015  | 4      |

| Pos. | Nazionale     | Coeff.   |
| ---- | ------------- | -------- |
| 34   | Inghilterra   | 1204.183 |
| 41   | Galles        | 1011.432 |
| (NR) | Fær Øer       | 0.000    |
| (NR) | Irlanda       | 0.000    |
| (NR) | Islanda       | 0.000    |
| (NR) | Liechtenstein | 0.000    |
| (NR) | Lussemburgo   | 0.000    |

Notes
- Squadre qualificate al campionato mondiale.
- (NR) – No ranking
- (H):  Squadre pre-selezionate come organizzatrici

### Criteri di classifica
Nel turno preliminare sono previsti dei gironi all'italiana con partite di sola andata in casa della squadra organizzatrice. Nei turni principale ed élite sono previsti dei gironi all'italiana con partite di andata e ritorno.

Nel turno preliminare le squadre sono classificate in base ai punti ottenuti (3 per la vittoria, 1 per il pareggio, 0 per la sconfitta) e, in caso di parità di punti, secondo i seguenti criteri di classifica, applicati nell'ordine seguente:
1. Punti ottenuti negli scontri diretti;
2. Differenza reti negli scontri diretti;
3. Reti segnate negli scontri diretti;
4. Se più di due squadre sono in parità e applicando i criteri precedenti la parità persiste ancora fra alcune delle squadre, i criteri precedenti vengono riapplicati esclusivamente fra queste ultime squadre;
5. Differenza reti in tutte le gare;
6. Reti segnate in tutte le gare;
7. Minor numero di punti disciplinari (3 punti per l'espulsione diretta, 1 punto per l'ammonizione, 3 punti per l'espulsione per somma di ammonizioni);
8. Ranking UEFA per club;

Nel caso in cui due squadre abbiano lo stesso numero di punti, gol segnati e gol subiti giochino l'una contro l'altra nell'ultima gara del mini-torneo e siano ancora pari al termine del match, la loro classificazione sarà determinata dai calci di rigore. Questo criterio non si applica qualora la parità riguardi più di due squadre o se la loro classifica non fosse rilevante ai fini della qualificazione.

Nei turni principale ed élite le squadre sono classificate in base ai punti ottenuti (3 per la vittoria, 1 per il pareggio, 0 per la sconfitta) e, in caso di parità di punti, secondo i seguenti criteri di classifica, applicati nell'ordine seguente:
1. Punti ottenuti negli scontri diretti;
2. Differenza reti negli scontri diretti;
3. Reti segnate negli scontri diretti;
4. Se più di due squadre sono in parità e applicando i criteri precedenti la parità persiste ancora fra alcune delle squadre, i criteri precedenti vengono riapplicati esclusivamente fra queste ultime squadre;
5. Differenza reti in tutte le gare;
6. Reti segnate in tutte le gare;
7. Reti segnate in trasferta in tutte le gare;
8. Numero di vittorie;
9. Numero di vittorie in trasferta;
10. Minor numero di punti disciplinari (3 punti per l'espulsione diretta, 1 punto per l'ammonizione, 3 punti per l'espulsione per somma di ammonizioni);
11. Ranking UEFA per club;

Per determinare le migliori piazzate per il passaggio alla fase play-off si applicano i seguenti criteri:
1. Punti ottenuti
2. Differenza reti
3. Reti segnate
4. Reti segnate in trasferta
5. Numero di vittorie
6. Numero di vittorie in trasferta
7. Minor numero di punti disciplinari (3 punti per l'espulsione diretta, 1 punto per l'ammonizione, 3 punti per l'espulsione per somma di ammonizioni);
8. Ranking UEFA per club;

Nei play-off dei turni principale ed élite viene dichiarata vincitrice la squadra che segna più gol fra le due partite. Se il numero di reti segnate è lo stesso vengono giocati due tempi supplementari di 5 minuti, al termine dei quali viene dichiarata vincitrice la squadra che segna il maggior numero di gol. Se nei tempi supplementari persistesse la condizione di parità si procede con i calci di rigore.

## Date e programma
| Turno                         | Sorteggio       | Date                             |
| ----------------------------- | --------------- | -------------------------------- |
| Turno preliminare             | 7 dicembre 2021 | 5 – 12 aprile 2022               |
| Turno principale              | 7 luglio 2022   | 17 settembre 2022 – 8 marzo 2023 |
| Play-off del turno principale | 10 marzo 2023   | 12 – 19 aprile 2023              |
| Turno élite                   | 5 luglio 2023   | 11 settembre – 20 dicembre 2023  |
| Play-off del turno élite      | 25 gennaio 2024 | 12 – 17 aprile 2024              |

Nei turni preliminare, principale ed élite, il programma dei gruppi è il seguente, con un giorno di riposo tra la seconda e la terza giornata nei mini-tornei (Regulations Articles 18.04, 18.05 and 18.06):
Nota: Per il programma la squadra organizzatrice è considerata la squadra 1, le altre sono classificate come squadra 2, 3 e 4 a seconda del loro ranking.
| Giornata   | Turno preliminare | Turno principale | Turno élite  |
| ---------- | ----------------- | ---------------- | ------------ |
| Giornata 1 | 2 v 4, 3 v 1      | 2 v 3            | 2 v 3, 4 v 1 |
| Giornata 2 | 3 v 2, 1 v 4      | 1 v 2            | 1 v 2, 3 v 4 |
| Giornata 3 | 4 v 3, 1 v 2      | 3 v 1            | 3 v 1, 2 v 4 |
| Giornata 4 | Sola andata       | 1 v 3            | 1 v 3, 4 v 2 |
| Giornata 5 | Sola andata       | 3 v 2            | 3 v 2, 1 v 4 |
| Giornata 6 | Sola andata       | 2 v 1            | 2 v 1, 4 v 3 |

## Turno preliminare

### Sorteggio
Il sorteggio per il turno di qualificazione si è tenuto il 7 dicembre 2021 alle 14:00 CET (UTC+1) al quartier generale dell'UEFA a Nyon, in Svizzera. Le fasce di sorteggio sono stilate sul ranking delle nazionali al mese di novembre 2021. Le 24 nazionali partecipanti sono state sorteggiate in sei gruppi di quattro squadre, contenenti una squadra per ogni fascia.
| Urna 1 (ospitanti) | Urna 2 (4ª fascia)                                                     | Urna 3 (3ª fascia)                          | Urna 4 (2ª fascia)                         | Urna 5 (1ª fascia)                          |
| --- | ---------------------------------------------------------------------- | ------------------------------------------- | ------------------------------------------ | ------------------------------------------- |
| - - Moldavia (1ª fascia) - Norvegia (1ª fascia) - Svezia (2ª fascia) - Germania (2ª fascia) - Bulgaria (3ª fascia) - Lituania (3ª fascia) | - - Estonia - Malta - Scozia - Gibilterra - Austria - Irlanda del Nord | - - Svizzera - Cipro - Andorra - San Marino | - - Danimarca - Armenia - Grecia - Israele | - - Montenegro - Albania - Kosovo - Turchia |

### Gruppi
Le prime due classificate di ogni girone e la migliore terza classificata raggiungono le prime 24 squadre del ranking al turno principale. Le gare si sono svolte tra il 5 e il 12 aprile 2022. (H) indica la squadra ospitante.

#### Gruppo A
| Squadra      | P.ti | G | V | N | P | GF | GS | DR  |
| ------------ | ---- | - | - | - | - | -- | -- | --- |
| Germania (H) | 7    | 3 | 2 | 1 | 0 | 16 | 3  | +13 |
| Montenegro   | 7    | 3 | 2 | 1 | 0 | 9  | 3  | +6  |
| Gibilterra   | 3    | 3 | 1 | 0 | 2 | 2  | 14 | -12 |
| San Marino   | 0    | 3 | 0 | 0 | 3 | 1  | 8  | -7  |

| Squadra 1   | Risultato   | Squadra 2   |
| 1ª giornata | 1ª giornata | 1ª giornata |
| ----------- | ----------- | ----------- |
| San Marino  | 0 - 1       | Montenegro  |
| Germania    | 8 - 0       | Gibilterra  |
| 2ª giornata |             |             |
| Montenegro  | 5 - 0       | Gibilterra  |
| San Marino  | 0 - 5       | Germania    |
| 3ª giornata |             |             |
| Gibilterra  | 2 - 1       | San Marino  |
| Germania    | 3 - 3       | Montenegro  |

#### Gruppo B
| Squadra      | P.ti | G | V | N | P | GF | GS | DR  |
| ------------ | ---- | - | - | - | - | -- | -- | --- |
| Danimarca    | 5    | 3 | 1 | 2 | 0 | 12 | 4  | +8  |
| Cipro        | 5    | 3 | 1 | 2 | 0 | 7  | 6  | +1  |
| Norvegia (H) | 4    | 3 | 1 | 1 | 1 | 13 | 6  | +7  |
| Malta        | 1    | 3 | 0 | 1 | 2 | 3  | 19 | -16 |

| Squadra 1   | Risultato   | Squadra 2   |
| 1ª giornata | 1ª giornata | 1ª giornata |
| ----------- | ----------- | ----------- |
| Danimarca   | 8 - 0       | Malta       |
| Cipro       | 3 - 2       | Norvegia    |
| 2ª giornata |             |             |
| Cipro       | 2 - 2       | Danimarca   |
| Norvegia    | 9 - 1       | Malta       |
| 3ª giornata |             |             |
| Malta       | 2 - 2       | Cipro       |
| Norvegia    | 2 - 2       | Danimarca   |

#### Gruppo C
| Squadra      | P.ti | G | V | N | P | GF | GS | DR  |
| ------------ | ---- | - | - | - | - | -- | -- | --- |
| Armenia      | 9    | 3 | 3 | 0 | 0 | 16 | 1  | +15 |
| Kosovo       | 6    | 3 | 2 | 0 | 1 | 7  | 3  | +4  |
| Bulgaria (H) | 3    | 3 | 1 | 0 | 2 | 9  | 7  | +2  |
| Scozia       | 0    | 3 | 0 | 0 | 3 | 3  | 24 | -21 |

| Squadra 1   | Risultato   | Squadra 2   |
| 1ª giornata | 1ª giornata | 1ª giornata |
| ----------- | ----------- | ----------- |
| Armenia     | 11 - 0      | Scozia      |
| Bulgaria    | 0 - 2       | Kosovo      |
| 2ª giornata |             |             |
| Kosovo      | 4 - 1       | Scozia      |
| Bulgaria    | 0 - 3       | Armenia     |
| 3ª giornata |             |             |
| Kosovo      | 1 - 2       | Armenia     |
| Scozia      | 2 - 9       | Bulgaria    |

#### Gruppo D
| Squadra          | P.ti | G | V | N | P | GF | GS | DR |
| ---------------- | ---- | - | - | - | - | -- | -- | -- |
| Lituania (H)     | 9    | 3 | 3 | 0 | 0 | 8  | 1  | +7 |
| Israele          | 4    | 3 | 1 | 1 | 1 | 5  | 6  | -1 |
| Turchia          | 3    | 3 | 1 | 0 | 2 | 9  | 10 | -1 |
| Irlanda del Nord | 1    | 3 | 0 | 1 | 2 | 7  | 12 | -5 |

| Squadra 1        | Risultato   | Squadra 2        |
| 1ª giornata      | 1ª giornata | 1ª giornata      |
| ---------------- | ----------- | ---------------- |
| Israele          | 3 - 3       | Irlanda del Nord |
| Lituania         | 4 - 1       | Turchia          |
| 2ª giornata      |             |                  |
| Turchia          | 7 - 4       | Irlanda del Nord |
| Lituania         | 2 - 0       | Israele          |
| 3ª giornata      |             |                  |
| Turchia          | 1 - 2       | Israele          |
| Irlanda del Nord | 0 - 2       | Lituania         |

#### Gruppo E
| Squadra    | P.ti | G | V | N | P | GF | GS | DR |
| ---------- | ---- | - | - | - | - | -- | -- | -- |
| Svezia (H) | 7    | 3 | 2 | 1 | 0 | 13 | 5  | +8 |
| Austria    | 4    | 3 | 1 | 1 | 1 | 7  | 10 | -3 |
| Albania    | 3    | 3 | 1 | 0 | 2 | 5  | 9  | -4 |
| Andorra    | 3    | 3 | 1 | 0 | 2 | 9  | 10 | -1 |

| Squadra 1   | Risultato   | Squadra 2   |
| 1ª giornata | 1ª giornata | 1ª giornata |
| ----------- | ----------- | ----------- |
| Andorra     | 2 - 3       | Albania     |
| Svezia      | 3 - 3       | Austria     |
| 2ª giornata |             |             |
| Albania     | 2 - 3       | Austria     |
| Andorra     | 2 - 6       | Svezia      |
| 3ª giornata |             |             |
| Austria     | 1 - 5       | Andorra     |
| Albania     | 0 - 4       | Svezia      |

#### Gruppo F
| Squadra      | P.ti | G | V | N | P | GF | GS | DR  |
| ------------ | ---- | - | - | - | - | -- | -- | --- |
| Moldavia (H) | 9    | 3 | 3 | 0 | 0 | 8  | 2  | +6  |
| Grecia       | 6    | 3 | 2 | 0 | 1 | 11 | 5  | +6  |
| Svizzera     | 3    | 3 | 1 | 0 | 2 | 11 | 12 | -1  |
| Estonia      | 0    | 3 | 0 | 0 | 3 | 5  | 16 | -11 |

| Squadra 1   | Risultato   | Squadra 2   |
| 1ª giornata | 1ª giornata | 1ª giornata |
| ----------- | ----------- | ----------- |
| Grecia      | 5 - 2       | Estonia     |
| Svizzera    | 1 - 4       | Moldavia    |
| 2ª giornata |             |             |
| Svizzera    | 1 - 5       | Grecia      |
| Moldavia    | 2 - 0       | Estonia     |
| 3ª giornata |             |             |
| Estonia     | 3 - 9       | Svizzera    |
| Moldavia    | 2 - 1       | Grecia      |

#### Confronto tra le terze classificate[3]
| Girone   | Squadra    | Pt | G | V | N | P | GF | GS | DR  |
| -------- | ---------- | -- | - | - | - | - | -- | -- | --- |
| Gruppo B | Norvegia   | 4  | 3 | 1 | 1 | 1 | 13 | 6  | +7  |
| Gruppo C | Bulgaria   | 3  | 3 | 1 | 0 | 2 | 9  | 7  | +2  |
| Gruppo F | Svizzera   | 3  | 3 | 1 | 0 | 2 | 11 | 12 | -1  |
| Gruppo D | Turchia    | 3  | 3 | 1 | 0 | 2 | 9  | 10 | -1  |
| Gruppo E | Albania    | 3  | 3 | 1 | 0 | 2 | 5  | 9  | -4  |
| Gruppo A | Gibilterra | 3  | 3 | 1 | 0 | 2 | 2  | 14 | -12 |

Legenda:
      Turno principale
Regole per gli ex aequo: 1) punti; 2) differenza reti; 3) reti segnate; 4) vittorie; 5) punti disciplinari; 6) ranking UEFA

## Turno principale

### Fase a gironi

#### Sorteggio
Il sorteggio per il turno principale si è tenuto il 7 luglio 2022 alle 13:30 presso il quartier generale dell'UEFA a Nyon, in Svizzera. Le 36 squadre partecipanti, consistenti delle 23 con il ranking più alto a settembre 2021 e le 13 provenienti dal turno preliminare, sono state divise in 3 fasce in base al ranking di aprile 2022 e sorteggiate in 12 gironi di 3 squadre ciascuno.
| Nazionali | Nazionali   | Nazionali   | Nazionali            |
| --------- | ----------- | ----------- | -------------------- |
| Spagna    | Russia      | Portogallo  | Kazakistan           |
| Croazia   | Serbia      | Azerbaigian | Italia               |
| Rep. Ceca | Ucraina     | Slovenia    | Bosnia ed Erzegovina |
| Polonia   | Finlandia   | Romania     | Slovacchia           |
| Georgia   | Bielorussia | Paesi Bassi | Ungheria             |
| Francia   | Belgio      | Lettonia    | Macedonia del Nord   |

| Gruppo | Vincitrici | 2ᵉ classificate | Migliore 3ª classificata |
| ------ | ---------- | --------------- | ------------------------ |
| A      | Germania   | Montenegro      |                          |
| B      | Danimarca  | Cipro           | Norvegia                 |
| C      | Armenia    | Kosovo          |                          |
| D      | Lituania   | Israele         |                          |
| E      | Svezia     | Austria         |                          |
| F      | Moldavia   | Grecia          |                          |

| Squadra     | Coeff.   | Rank |
| ----------- | -------- | ---- |
| Portogallo  | 2693.758 | 1    |
| Spagna      | 2488.909 | 3    |
| Kazakistan  | 2367.187 | 4    |
| Croazia     | 2051.042 | 5    |
| Serbia      | 2050.143 | 6    |
| Azerbaigian | 2015.589 | 7    |
| Ucraina     | 2009.816 | 8    |
| Italia      | 1934.516 | 9    |
| Rep. Ceca   | 1887.535 | 10   |
| Georgia     | 1871.616 | 11   |
| Finlandia   | 1854.372 | 12   |
| Slovacchia  | 1847.970 | 13   |

| Squadra              | Coeff.   | Rank |
| -------------------- | -------- | ---- |
| Slovenia             | 1841.333 | 14   |
| Bosnia ed Erzegovina | 1837.207 | 15   |
| Polonia              | 1781.027 | 16   |
| Romania              | 1738.151 | 17   |
| Paesi Bassi          | 1686.516 | 18   |
| Bielorussia          | 1646.403 | 19   |
| Ungheria             | 1637.232 | 20   |
| Francia              | 1615.979 | 21   |
| Belgio               | 1607.692 | 22   |
| Lettonia             | 1464.140 | 23   |
| Macedonia del Nord   | 1449.976 | 24   |
| Moldavia (F)         | 1419.922 | 25   |

| Squadra        | Coeff.   | Rank |
| -------------- | -------- | ---- |
| Montenegro (A) | 1321.596 | 26   |
| Kosovo (C)     | 1264.428 | 28   |
| Norvegia (B)   | 1255.233 | 30   |
| Danimarca (B)  | 1236.240 | 31   |
| Svezia (E)     | 1235.426 | 32   |
| Armenia (C)    | 1217.145 | 33   |
| Germania (A)   | 1188.549 | 35   |
| Grecia (F)     | 1155.396 | 36   |
| Israele (D)    | 1142.105 | 37   |
| Cipro (B)      | 1085.011 | 39   |
| Lituania (D)   | 910.904  | 42   |
| Austria (E)    | 728.018  | 49   |

#### Gironi
Le prime classificate e le quattro migliori seconde avanzavano al turno élite, mentre le altre otto seconde classificate si qualificavano ai play-off del turno principale. Le gare sono iniziate il 17 settembre e sono state completate l'8 marzo 2023.

##### Girone 1
| Squadra  | P.ti | G | V | N | P | GF | GS | DR  |
| -------- | ---- | - | - | - | - | -- | -- | --- |
| Spagna   | 12   | 4 | 4 | 0 | 0 | 35 | 2  | +33 |
| Moldavia | 6    | 4 | 2 | 0 | 2 | 11 | 12 | -1  |
| Cipro    | 0    | 4 | 0 | 0 | 4 | 1  | 33 | -32 |

| Squadra  | Spagna (bandiera) | Moldavia (bandiera) | Cipro (bandiera) |
| -------- | ----------------- | ------------------- | ---------------- |
| Spagna   |                   | 7 - 2               | 13 - 0           |
| Moldavia | 0 - 4             |                     | 7 - 1            |
| Cipro    | 0 - 11            | 0 - 2               |                  |

##### Girone 2
| Squadra | P.ti | G | V | N | P | GF | GS | DR  |
| ------- | ---- | - | - | - | - | -- | -- | --- |
| Georgia | 12   | 4 | 4 | 0 | 0 | 23 | 12 | +11 |
| Belgio  | 6    | 4 | 2 | 0 | 2 | 23 | 12 | +11 |
| Austria | 0    | 4 | 0 | 0 | 4 | 7  | 29 | -22 |

| Squadra | Georgia (bandiera) | Belgio (bandiera) | Austria (bandiera) |
| ------- | ------------------ | ----------------- | ------------------ |
| Georgia |                    | 4 - 2             | 6 - 4              |
| Belgio  | 4 - 7              |                   | 11 - 0             |
| Austria | 2 - 6              | 1 - 6             |                    |

##### Girone 3
| Squadra              | P.ti | G | V | N | P | GF | GS | DR |
| -------------------- | ---- | - | - | - | - | -- | -- | -- |
| Armenia              | 12   | 4 | 4 | 0 | 0 | 15 | 8  | +7 |
| Rep. Ceca            | 6    | 4 | 2 | 0 | 2 | 12 | 11 | +1 |
| Bosnia ed Erzegovina | 0    | 4 | 0 | 0 | 4 | 8  | 16 | -8 |

| Squadra              | Rep. Ceca (bandiera) | Bosnia ed Erzegovina (bandiera) | Armenia (bandiera) |
| -------------------- | -------------------- | ------------------------------- | ------------------ |
| Rep. Ceca            |                      | 4 - 2                           | 1 - 4              |
| Bosnia ed Erzegovina | 1 - 5                |                                 | 3 - 4              |
| Armenia              | 4 - 2                | 3 - 2                           |                    |

##### Girone 4
| Squadra     | P.ti | G | V | N | P | GF | GS | DR  |
| ----------- | ---- | - | - | - | - | -- | -- | --- |
| Portogallo  | 12   | 4 | 4 | 0 | 0 | 17 | 5  | +12 |
| Lituania    | 4    | 4 | 1 | 1 | 2 | 4  | 11 | -7  |
| Bielorussia | 1    | 4 | 0 | 1 | 3 | 8  | 13 | -5  |

| Squadra     | Portogallo (bandiera) | Bielorussia (bandiera) | Lituania (bandiera) |
| ----------- | --------------------- | ---------------------- | ------------------- |
| Portogallo  |                       | 5 - 3                  | 2 - 0               |
| Bielorussia | 2 - 4                 |                        | 2 - 2               |
| Lituania    | 0 - 6                 | 2 - 1                  |                     |

##### Girone 5
| Squadra    | P.ti | G | V | N | P | GF | GS | DR  |
| ---------- | ---- | - | - | - | - | -- | -- | --- |
| Kazakistan | 10   | 4 | 3 | 1 | 0 | 17 | 4  | +13 |
| Slovenia   | 7    | 4 | 2 | 1 | 1 | 10 | 7  | +3  |
| Montenegro | 0    | 4 | 0 | 0 | 4 | 3  | 19 | -16 |

| Squadra    | Kazakistan (bandiera) | Slovenia (bandiera) | Montenegro (bandiera) |
| ---------- | --------------------- | ------------------- | --------------------- |
| Kazakistan |                       | 2 - 0               | 7 - 0                 |
| Slovenia   | 3 - 3                 |                     | 3 - 1                 |
| Montenegro | 1 - 5                 | 1 - 4               |                       |

##### Girone 6
| Squadra     | P.ti | G | V | N | P | GF | GS | DR  |
| ----------- | ---- | - | - | - | - | -- | -- | --- |
| Polonia     | 9    | 4 | 3 | 0 | 1 | 17 | 7  | +10 |
| Azerbaigian | 9    | 4 | 3 | 0 | 1 | 18 | 12 | +6  |
| Grecia      | 0    | 4 | 0 | 0 | 4 | 3  | 19 | -16 |

| Squadra     | Azerbaigian (bandiera) | Polonia (bandiera) | Grecia (bandiera) |
| ----------- | ---------------------- | ------------------ | ----------------- |
| Azerbaigian |                        | 4 - 3              | 5 - 2             |
| Polonia     | 7 - 2                  |                    | 3 - 0             |
| Grecia      | 0 - 7                  | 1 - 4              |                   |

##### Girone 7
| Squadra  | P.ti | G | V | N | P | GF | GS | DR  |
| -------- | ---- | - | - | - | - | -- | -- | --- |
| Croazia  | 10   | 4 | 3 | 1 | 0 | 19 | 3  | +16 |
| Ungheria | 5    | 4 | 1 | 2 | 1 | 10 | 9  | +1  |
| Israele  | 1    | 4 | 0 | 1 | 3 | 4  | 21 | -17 |

| Squadra  | Croazia (bandiera) | Ungheria (bandiera) | Israele (bandiera) |
| -------- | ------------------ | ------------------- | ------------------ |
| Croazia  |                    | 5 - 1               | 6 - 1              |
| Ungheria | 1 - 1              |                     | 2 - 2              |
| Israele  | 0 - 7              | 1 - 6               |                    |

##### Girone 8
| Squadra   | P.ti | G | V | N | P | GF | GS | DR  |
| --------- | ---- | - | - | - | - | -- | -- | --- |
| Romania   | 10   | 4 | 3 | 1 | 0 | 12 | 5  | +7  |
| Finlandia | 7    | 4 | 2 | 1 | 1 | 11 | 3  | +8  |
| Danimarca | 0    | 4 | 0 | 0 | 4 | 5  | 20 | -15 |

| Squadra   | Finlandia (bandiera) | Romania (bandiera) | Danimarca (bandiera) |
| --------- | -------------------- | ------------------ | -------------------- |
| Finlandia |                      | 1 - 2              | 4 - 1                |
| Romania   | 0 - 0                |                    | 5 - 1                |
| Danimarca | 0 - 6                | 3 - 5              |                      |

##### Girone 9
| Squadra  | P.ti | G | V | N | P | GF | GS | DR  |
| -------- | ---- | - | - | - | - | -- | -- | --- |
| Francia  | 10   | 4 | 3 | 1 | 0 | 14 | 2  | +12 |
| Serbia   | 7    | 4 | 2 | 1 | 1 | 9  | 5  | +4  |
| Norvegia | 0    | 4 | 0 | 0 | 4 | 5  | 21 | -16 |

| Squadra  | Serbia (bandiera) | Francia (bandiera) | Norvegia (bandiera) |
| -------- | ----------------- | ------------------ | ------------------- |
| Serbia   |                   | 0 - 0              | 5 - 1               |
| Francia  | 2 - 0             |                    | 9 - 1               |
| Norvegia | 2 - 4             | 1 - 3              |                     |

##### Girone 10
| Squadra            | P.ti | G | V | N | P | GF | GS | DR |
| ------------------ | ---- | - | - | - | - | -- | -- | -- |
| Italia             | 8    | 4 | 2 | 2 | 0 | 22 | 14 | +8 |
| Svezia             | 4    | 4 | 1 | 1 | 2 | 14 | 18 | -4 |
| Macedonia del Nord | 4    | 4 | 1 | 1 | 2 | 11 | 15 | -4 |

| Squadra            | Italia (bandiera) | Macedonia del Nord (bandiera) | Svezia (bandiera) |
| ------------------ | ----------------- | ----------------------------- | ----------------- |
| Italia             |                   | 6 - 3                         | 6 - 1             |
| Macedonia del Nord | 3 - 3             |                               | 3 - 1             |
| Svezia             | 7 - 7             | 5 - 2                         |                   |

##### Girone 11
| Squadra     | P.ti | G | V | N | P | GF | GS | DR |
| ----------- | ---- | - | - | - | - | -- | -- | -- |
| Ucraina     | 10   | 4 | 3 | 1 | 0 | 13 | 6  | +7 |
| Paesi Bassi | 5    | 4 | 1 | 2 | 1 | 8  | 9  | -1 |
| Kosovo      | 1    | 4 | 0 | 1 | 3 | 7  | 13 | -6 |

| Squadra     | Ucraina (bandiera) | Paesi Bassi (bandiera) | Kosovo (bandiera) |
| ----------- | ------------------ | ---------------------- | ----------------- |
| Ucraina     |                    | 4 - 2                  | 3 - 1             |
| Paesi Bassi | 1 - 1              |                        | 2 - 1             |
| Kosovo      | 2 - 5              | 3 - 3                  |                   |

##### Girone 12
| Squadra    | P.ti | G | V | N | P | GF | GS | DR |
| ---------- | ---- | - | - | - | - | -- | -- | -- |
| Slovacchia | 8    | 4 | 2 | 2 | 0 | 8  | 2  | +6 |
| Germania   | 5    | 4 | 1 | 2 | 1 | 5  | 7  | -2 |
| Lettonia   | 3    | 4 | 1 | 0 | 3 | 7  | 11 | -4 |

| Squadra    | Slovacchia (bandiera) | Lettonia (bandiera) | Germania (bandiera) |
| ---------- | --------------------- | ------------------- | ------------------- |
| Slovacchia |                       | 3 - 0               | 0 - 0               |
| Lettonia   | 1 - 4                 |                     | 5 - 1               |
| Germania   | 1 - 1                 | 3 - 1               |                     |

#### Confronto tra le seconde classificate
| Girone    | Squadra     | Pt | G | V | N | P | GF | GS | DR  |
| --------- | ----------- | -- | - | - | - | - | -- | -- | --- |
| Girone 6  | Azerbaigian | 9  | 4 | 3 | 0 | 1 | 18 | 12 | +6  |
| Girone 8  | Finlandia   | 7  | 4 | 2 | 1 | 1 | 11 | 3  | +8  |
| Girone 9  | Serbia      | 7  | 4 | 2 | 1 | 1 | 9  | 5  | +4  |
| Girone 5  | Slovenia    | 7  | 4 | 2 | 1 | 1 | 10 | 7  | +3  |
| Girone 2  | Belgio      | 6  | 4 | 2 | 0 | 2 | 23 | 12 | +11 |
| Girone 3  | Rep. Ceca   | 6  | 4 | 2 | 0 | 2 | 12 | 11 | +1  |
| Girone 1  | Moldavia    | 6  | 4 | 2 | 0 | 2 | 11 | 12 | -1  |
| Girone 7  | Ungheria    | 5  | 4 | 1 | 2 | 1 | 10 | 9  | +1  |
| Girone 11 | Paesi Bassi | 5  | 4 | 1 | 2 | 1 | 8  | 9  | -1  |
| Girone 12 | Germania    | 5  | 4 | 1 | 2 | 1 | 5  | 7  | -2  |
| Girone 10 | Svezia      | 4  | 4 | 1 | 1 | 2 | 14 | 18 | -4  |
| Girone 4  | Lituania    | 4  | 4 | 1 | 1 | 2 | 4  | 11 | -7  |

Legenda:
      Turno élite
      Play-off del turno principale
Regole per gli ex aequo: 1) punti; 2) differenza reti; 3) reti segnate; 4) reti segnate in trasferta; 5) vittorie; 6) vittorie in trasferta; 7) punti disciplinari; 8) ranking UEFA

### Play-off del turno principale

#### Sorteggio
Il sorteggio per i play-off del turno principale si è tenuto il 10 marzo 2023 alle 14:00 presso il quartier generale dell'UEFA a Nyon, in Svizzera. Il sorteggio era privo di teste di serie e non erano presenti restrizioni.
| Gruppo | 2ᵉ classificate |
| ------ | --------------- |
| 1      | Moldavia        |
| 2      | Belgio          |
| 3      | Rep. Ceca       |
| 4      | Lituania        |
| 7      | Ungheria        |
| 10     | Svezia          |
| 11     | Paesi Bassi     |
| 12     | Germania        |

#### Partite
Le vincitrici avanzavano al turno élite. Le gare si sono svolte tra il 12 e il 19 aprile 2023.
| Squadra 1   | Totale | Squadra 2 | Andata | Ritorno           |
| ----------- | ------ | --------- | ------ | ----------------- |
| Belgio      | 5 - 5  | Ungheria  | 2 - 1  | 3 - 4 (3 - 4 dtr) |
| Paesi Bassi | 11 - 3 | Moldavia  | 5 - 2  | 6 - 1             |
| Svezia      | 4 - 8  | Germania  | 2 - 4  | 2 - 4             |
| Rep. Ceca   | 7 - 3  | Lituania  | 5 - 2  | 2 - 1             |

## Turno élite

### Fase a gironi

#### Sorteggio
Il sorteggio per il turno élite si è tenuto l'8 giugno 2023 alle 13:30 presso il quartier generale dell'UEFA a Nyon, in Svizzera.

Le qualificati erano divise in quattro fasce, in base alla loro posizione in classifica e al loro ranking.
| Gruppo | Vincitrici | Migliori 2ᵉ classificate | Gruppo | Vincitrici | Migliori 2ᵉ classificate |
| ------ | ---------- | ------------------------ | ------ | ---------- | ------------------------ |
| 1      | Spagna     |                          | 2      | Georgia    |                          |
| 3      | Armenia    |                          | 4      | Portogallo |                          |
| 5      | Kazakistan | Slovenia                 | 6      | Polonia    | Azerbaigian              |
| 7      | Croazia    |                          | 8      | Romania    | Finlandia                |
| 9      | Francia    | Serbia                   | 10     | Italia     |                          |
| 11     | Ucraina    |                          | 12     | Slovacchia |                          |

| Vincitrici  |
| ----------- |
| Belgio      |
| Paesi Bassi |
| Germania    |
| Rep. Ceca   |

| Squadra    | Coeff.   | Rank |
| ---------- | -------- | ---- |
| Portogallo | 2697.016 | 1    |
| Spagna     | 2494.422 | 3    |
| Kazakistan | 2344.395 | 4    |
| Croazia    | 2035.784 | 5    |
| Ucraina    | 2010.147 | 6    |

| Squadra    | Coeff.   | Rank |
| ---------- | -------- | ---- |
| Georgia    | 1924.716 | 9    |
| Italia     | 1877.471 | 11   |
| Polonia    | 1845.059 | 12   |
| Romania    | 1819.600 | 13   |
| Slovacchia | 1804.533 | 16   |

| Squadra     | Coeff.   | Rank |
| ----------- | -------- | ---- |
| Francia     | 1759.326 | 17   |
| Armenia     | 1637.739 | 19   |
| Azerbaigian | 1977.359 | 7    |
| Serbia      | 1945.646 | 8    |
| Slovenia    | 1891.854 | 10   |

| Squadra     | Coeff.   | Rank |
| ----------- | -------- | ---- |
| Finlandia   | 1814.563 | 15   |
| Rep. Ceca   | 1815.227 | 14   |
| Paesi Bassi | 1740.688 | 18   |
| Belgio      | 1568.922 | 22   |
| Germania    | 1442.547 | 26   |

#### Gironi
Le prime classificate avanzeranno alla fase finale mentre le 4 migliori seconde avanzeranno ai play-off del turno élite. Le gare si terranno tra l'11 settembre e il 20 dicembre 2023.

##### Girone A
| Squadra     | P.ti | G | V | N | P | GF | GS | DR  |
| ----------- | ---- | - | - | - | - | -- | -- | --- |
| Kazakistan  | 18   | 6 | 6 | 0 | 0 | 17 | 7  | +10 |
| Paesi Bassi | 9    | 6 | 3 | 0 | 3 | 14 | 10 | +4  |
| Romania     | 6    | 6 | 2 | 0 | 4 | 11 | 17 | -6  |
| Azerbaigian | 3    | 6 | 1 | 0 | 5 | 11 | 19 | -8  |

| Squadra     | Kazakistan (bandiera) | Romania (bandiera) | Azerbaigian (bandiera) | Paesi Bassi (bandiera) |
| ----------- | --------------------- | ------------------ | ---------------------- | ---------------------- |
| Kazakistan  |                       | 4 – 3              | 3 – 2                  | 2 – 0                  |
| Romania     | 0 – 2                 |                    | 3 – 1                  | 0 – 5                  |
| Azerbaigian | 2 – 4                 | 0 – 5              |                        | 6 – 1                  |
| Paesi Bassi | 0 – 2                 | 5 – 0              | 3 – 0                  |                        |

##### Girone B
| Squadra | P.ti | G | V | N | P | GF | GS | DR  |
| ------- | ---- | - | - | - | - | -- | -- | --- |
| Ucraina | 13   | 6 | 4 | 1 | 1 | 32 | 12 | +20 |
| Polonia | 12   | 6 | 4 | 0 | 2 | 21 | 14 | +7  |
| Serbia  | 8    | 6 | 2 | 2 | 2 | 13 | 17 | -4  |
| Belgio  | 1    | 6 | 0 | 1 | 5 | 12 | 35 | -23 |

| Squadra | Ucraina (bandiera) | Polonia (bandiera) | Serbia (bandiera) | Belgio (bandiera) |
| ------- | ------------------ | ------------------ | ----------------- | ----------------- |
| Ucraina |                    | 2 – 3              | 1 – 1             | 8 – 2             |
| Polonia | 3 – 5              |                    | 1 – 2             | 7 – 2             |
| Serbia  | 1 – 6              | 2 – 4              |                   | 3 – 3             |
| Belgio  | 2 – 10             | 1 – 3              | 2 – 4             |                   |

##### Girone C
| Squadra    | P.ti | G | V | N | P | GF | GS | DR  |
| ---------- | ---- | - | - | - | - | -- | -- | --- |
| Francia    | 16   | 6 | 5 | 1 | 0 | 27 | 11 | +16 |
| Croazia    | 12   | 6 | 4 | 0 | 2 | 20 | 10 | +10 |
| Slovacchia | 4    | 6 | 1 | 1 | 4 | 14 | 26 | -12 |
| Germania   | 3    | 6 | 1 | 0 | 5 | 11 | 25 | -14 |

| Squadra    | Croazia (bandiera) | Slovacchia (bandiera) | Francia (bandiera) | Germania (bandiera) |
| ---------- | ------------------ | --------------------- | ------------------ | ------------------- |
| Croazia    |                    | 4 – 0                 | 1 – 2              | 4 – 0               |
| Slovacchia | 2 – 4              |                       | 4 – 4              | 4 – 3               |
| Francia    | 5 – 2              | 7 – 1                 |                    | 6 – 2               |
| Germania   | 1 – 5              | 4 – 3                 | 1 – 3              |                     |

##### Girone D
| Squadra   | P.ti | G | V | N | P | GF | GS | DR  |
| --------- | ---- | - | - | - | - | -- | -- | --- |
| Spagna    | 16   | 6 | 5 | 1 | 0 | 20 | 2  | +18 |
| Italia    | 7    | 6 | 2 | 1 | 3 | 14 | 18 | -4  |
| Slovenia  | 7    | 6 | 2 | 1 | 3 | 10 | 14 | -4  |
| Rep. Ceca | 4    | 6 | 1 | 1 | 4 | 13 | 23 | -10 |

| Squadra   | Spagna (bandiera) | Italia (bandiera) | Slovenia (bandiera) | Rep. Ceca (bandiera) |
| --------- | ----------------- | ----------------- | ------------------- | -------------------- |
| Spagna    |                   | 1 – 0             | 4 – 0               | 7 – 1                |
| Italia    | 0 – 4             |                   | 3 – 1               | 6 – 5                |
| Slovenia  | 1 – 1             | 4 – 2             |                     | 2 – 1                |
| Rep. Ceca | 0 – 3             | 3 – 3             | 3 – 2               |                      |

##### Girone E
| Squadra    | P.ti | G | V | N | P | GF | GS | DR  |
| ---------- | ---- | - | - | - | - | -- | -- | --- |
| Portogallo | 18   | 6 | 6 | 0 | 0 | 32 | 2  | +30 |
| Finlandia  | 12   | 6 | 4 | 0 | 2 | 21 | 10 | +11 |
| Armenia    | 3    | 6 | 1 | 0 | 5 | 5  | 25 | -20 |
| Georgia    | 3    | 6 | 1 | 0 | 5 | 3  | 24 | -21 |

| Squadra    | Portogallo (bandiera) | Georgia (bandiera) | Armenia (bandiera) | Finlandia (bandiera) |
| ---------- | --------------------- | ------------------ | ------------------ | -------------------- |
| Portogallo |                       | 5 – 0              | 7 – 1              | 5 – 0                |
| Georgia    | 0 – 5                 |                    | 2 – 1              | 0 – 5                |
| Armenia    | 0 – 5                 | 3 – 1              |                    | 0 – 5                |
| Finlandia  | 1 – 5                 | 5 – 0              | 5 – 0              |                      |

#### Confronto tra le seconde classificate
| Girone   | Squadra     | Pt | G | V | N | P | GF | GS | DR  |
| -------- | ----------- | -- | - | - | - | - | -- | -- | --- |
| Girone E | Finlandia   | 12 | 6 | 4 | 0 | 2 | 21 | 10 | +11 |
| Girone C | Croazia     | 12 | 6 | 4 | 0 | 2 | 20 | 10 | +10 |
| Girone B | Polonia     | 12 | 6 | 4 | 0 | 2 | 21 | 14 | +7  |
| Girone A | Paesi Bassi | 9  | 6 | 3 | 0 | 3 | 14 | 10 | +4  |
| Girone D | Italia      | 7  | 6 | 2 | 1 | 3 | 14 | 18 | -4  |

Legenda:
      Play-off del turno élite
Regole per gli ex aequo: 1) punti; 2) differenza reti; 3) reti segnate; 4) reti segnate in trasferta; 5) vittorie; 6) vittorie in trasferta; 7) punti disciplinari; 8) ranking UEFA

### Play-off del turno élite

#### Sorteggio
Il sorteggio per i play-off del turno élite si è tenuto il 25 gennaio 2024 alle 13:30 presso il quartier generale dell'UEFA a Nyon, in Svizzera.
| Gruppo | 2ᵉ classificate |
| ------ | --------------- |
| A      | Paesi Bassi     |
| B      | Polonia         |
| C      | Croazia         |
| E      | Finlandia       |

#### Partite
Le vincitrici avanzano alla fase finale. Le gare si svolgeranno tra il 12 e il 17 aprile 2024.
| Squadra 1   | Totale          | Squadra 2 | Andata | Ritorno     |
| ----------- | --------------- | --------- | ------ | ----------- |
| Paesi Bassi | 5 − 5 (5-4 dtr) | Finlandia | 1 − 1  | 4 − 4 (dts) |
| Polonia     | 4 − 5           | Croazia   | 2 − 3  | 2 – 2       |

## Classifica marcatori
Aggiornata alle partite dei del turno élite
- Turno preliminare: Sono state segnate 196 reti in 36 incontri (5,44 gol per partita).
- Turno principale: Sono state segnate 416 reti in 72 incontri (5,78 gol per partita).
- Play-off del turno principale: Sono state segnate 46 reti in 8 incontri (5,75 gol per partita).
- Turno élite: Sono state segnate 321 reti in 60 incontri (5,35 gol per partita).
- Totale: Sono state segnate 979 reti in 176 incontri (5,56 gol per partita).

— Squadra eliminata / inattiva in questo turno.
| Pos. | Giocatore             | PR | MR | MP | ER | EP | Totale |
| ---- | --------------------- | -- | -- | -- | -- | -- | ------ |
| 1    | Ihor Korsun           | —  | 3  | —  | 8  | —  | 11     |
| 1    | Muhammet Sözer        | 2  | 2  | 2  | 5  | —  | 11     |
| 3    | Omar Rahou            | —  | 5  | 3  | 2  | —  | 10     |
| 4    | Souheil Mouhoudine    | —  | 2  | —  | 7  | —  | 9      |
| 4    | Abdessamad Mohammed   | —  | 6  | —  | 3  | —  | 9      |
| 4    | Mikołaj Zastawnik     | —  | 6  | —  | 3  |    | 9      |
| 4    | Vladimir Sanosyan     | 3  | 5  | —  | 1  | —  | 9      |
| 8    | Antonio Sekulić       | —  | 2  | —  | 6  |    | 8      |
| 8    | Marcelinho            | —  | 5  | —  | 3  | —  | 8      |
| 8    | Gabriel Motta         | —  | 5  | —  | 3  | —  | 8      |
| 8    | Luka Perić            | —  | 5  | —  | 3  |    | 8      |
| 8    | Cristian Obadă        | 2  | 4  | 2  | —  | —  | 8      |
| 13   | Danyil Abakšyn        | —  | 1  | —  | 6  | —  | 7      |
| 13   | Birjan Orazov         | —  | 2  | —  | 5  | —  | 7      |
| 13   |                       |    |    |    |    |    | 7      |
| 13   | Pavel Drozd           | —  | 2  | 3  | 2  | —  | 7      |
| 17   | Tomáš Drahovský       | —  | 1  | —  | 5  | —  | 6      |
| 17   | Marvin Ghislandi      | —  | 1  | 1  | 4  | —  | 6      |
| 17   | Adolfo Fernández Díaz | —  | 3  | —  | 3  | —  | 6      |
| 17   | Christopher Wittig    | 1  | 2  | 0  | 3  | —  | 6      |
| 17   | Rafael Vilela         | —  | 4  | —  | 2  | —  | 6      |
| 17   | Soufian El Fakiri     | —  | 4  | 0  | 2  | —  | 6      |
| 17   |                       |    |    |    |    |    | 6      |
| 17   | Ahmed Sababti         | —  | 4  | 1  | 1  | —  | 6      |
| 17   | Donat Gashi           | 1  | 5  | 0  | —  | —  | 6      |

## Squadre qualificate al campionato mondiale
Le seguenti squadre si sono qualificate alla FIFA Futsal World Cup 2024:
| Qualificate | In qualità di                       | Data             | Pres. | Part. | Miglior risultato |
| ----------- | ----------------------------------- | ---------------- | ----- | ----- | ----------------- |
| Kazakistan  | Vincitrice Girone A turno élite     | 14 dicembre 2023 |       |       |                   |
| Francia     | Vincitrice Girone C turno élite     | 14 dicembre 2023 |       |       |                   |
| Spagna      | Vincitrice Girone D turno élite     | 15 dicembre 2023 |       |       |                   |
| Portogallo  | Vincitrice Girone E turno élite     | 15 dicembre 2023 |       |       |                   |
| Ucraina     | Vincitrice Girone B turno élite     | 20 dicembre 2023 |       |       |                   |
| Croazia     | Vincitrice play-off del turno élite | 16 aprile 2024   |       |       |                   |
| Paesi Bassi | Vincitrice play-off del turno élite | 17 aprile 2024   |       |       |                   |

Nota bene: nella sezione "partecipazioni precedenti" le date in grassetto indicano che la nazione ha vinto quella edizione del torneo, mentre le date in corsivo indicano l'edizione ospitata da una determinata squadra.